# 卢光睦
卢光睦，唐朝末年军阀，虔州虔化县清音里（今江西宁都县麻田）人，卢光稠的弟弟。
唐朝末年，岭南最后战乱。福建王潮攻打岭南，虔州刺史卢光稠派弟弟卢光睦、谭全播攻打潮州，卢光睦好勇轻敌，谭全播劝他要持重，卢光睦不听，谭全播感觉其必败，于是埋伏奇兵在归路。卢光睦败走，潮州军追赶，谭全播用伏兵将其击败，卢光稠取潮州，以卢光睦为潮州刺史，儿子卢延昌为韶州刺史。后来，岭南节度使刘岩起兵，击走卢光睦。